# Хексамилион
Стената Хексамилион (на гръцки: Εξαμίλιον τείχος „шест мили стена“) е отбранително съоръжение, изградено през Коринтския провлак за охрана на единствения сухоземен маршрут към Пелопонеския полуостров от континенталната част на Гърция.

## История

### Ранни укрепления
Хексамилион е резултат от дълга серия от опити за укрепване на провлака, датиращи от Микенския период. По-късно, когато Ксеркс нахлува през 480 г. пр. Хр, много от пелопонеските градове предлагат да се отстъпи в укрепения провлак, вместо да се завардват Термопилите (Херодот История 7.206), както и преди битката при Саламина (Херодот 8.40, 49, 56). Авторът също така отбелязва (7.138), че концепцията за крепост Пелопонес е безполезна без контрол над океана.

### Хексамилион
Шестмилната стена е построена в периода между 408 и 450 пр. Хр., през царуването на Теодосий II по време на Великото нашествие на варвари в Римската империя. Атаката на Аларих над Гърция от 396 г. или ограбването на Рим през 410 г. от вестготите вероятно са мотивирали строителството, като са включени кули, брегови укрепления и поне една крепост с две порти (северна и южна), като северната врата функционира като официален вход на Пелопонес. Стената е построена от чакъл, хоросан и квадратни камъни. Не е сигурно колко време е отнело, за да се завърши строителството, но важността на тази задача е очевидна от мащаба му; Хексамилион и днес е най-голямата археологическа структура в Гърция. Строителството изисква голямо количество материал и до голяма степен води до разрушаването за добив на камък на околните структури, като храма на Посейдон в Истмия, или се изгарят на вар, както светилището на Хера в Перахора, а също и много древни статуи в Коринт. През царуването на Юстиниан стената е укрепена с допълнителни кули, достигайки общия брой от 153. Военното приложение на Хексамилиона изглежда намалява след VII век. През 1415 г. византийският император Мануил II лично надзирава ремонтните работи в продължение на четиридесет дни. Високата цена на тази работа предизвика бунт сред местния елит. Стената е проломена през 1423 г. и отново през 1431 г. от Османска империя. Пелопонеският деспот Константин Палеолог възстановява стените отново през 1444 г., но османците отново я преодоляват през 1446 г. под командването на Турахан бей, и отново през октомври 1452 г. След османското завладяване на Пелопонес през 1460 г. стената е изоставена. За своята история стената не успява да изпълни функцията, за която е построена. Елементи на стените са запазени южно от Коринтски канал и храма на Посейдон в Истмия.

## Изображения
- Детайл от кула с архитектурен елемент с издълбани с гипсови орнаменти.
- Участък от северозападната стена.
- Гледка по протежение на стената.
- Детайл от структурата.
- Карта на Коринтския провлак с местоположението на Хексамилиона.